# Karl Kraus

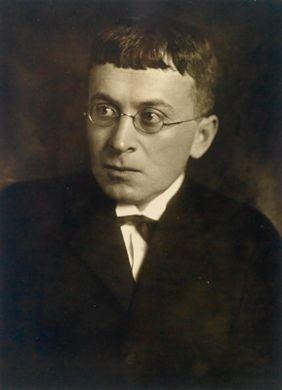
Karl Kraus omkring 1920.

Karl Kraus, född 28 april 1874 i Jičín, Österrike-Ungern (idag Tjeckien), död 12 juni 1936 i Wien, var en österrikisk författare och journalist, känd som satiriker, essäist, aforistiker, dramatiker och poet. Han var en av de främsta tyskspråkiga satirikerna under 1900-talet, speciellt känd för sin slagfärdiga kritik av press, tysk kultur och tysk och österrikisk politik.

## Biografi
Kraus föddes i en välbärgad judisk familj som son till Jacob Kraus, en papperstillverkare, och hans fru Ernestine. Familjen flyttade till Wien 1877. Hans mor dog 1891.
Kraus påbörjade studier i juridik vid Wiens universitet 1892. Under april samma år började han bidra till tidningen Wiener Literaturzeitung, med att recensera Gerhart Hauptmanns Die Weber. Under samma tid försökte han sig utan framgång på skådespeleri. 1894 påbörjade han i stället studier i filosofi och tysk litteratur men avbröt sina studier 1896. Under denna tid uppstod hans vänskap med Peter Altenberg.

### Karriär
1896 lämnade han sina universitetsstudier utan examen för att börja arbeta som skådespelare vid Jung Wien, med bland andra Peter Altenberg, Leopold Andrian, Hermann Bahr, Richard Beer-Hofmann, Felix Dörmann, Hugo von Hofmannsthal och Felix Salten. 1897 bröt Kraus med gruppen och skrev satiren Die demolierte Literatur och blev Wienkorrespondent för tidningen Breslauer Zeitung. Ett år senare, som en kompromisslös förespråkare för judisk assimilering, angrep han grundaren av den moderna sionismen Theodor Herzl med Eine Krone für Zion (1898). 
1 april 1899 tog han avstånd från judendomen och samma år grundade han tidningen Die Fackel, som han fortsatte att leda, publicera och skriva i fram till sin död, och från vilken han lanserade sina attacker mot hypokriter, psykoanalytiker, korruption inom det Habsburgska imperiet, nationalismen inom den pangermanska rörelsen, laissez faire-ekonomin, och mycket annat som han tyckte var problem inom samhället. 
1901 blev Kraus stämd av Hermann Bahr och Emmerich Bukovics, som tyckte de hade blivit förtalade av Die Fackel. Många stämningar skulle komma under senare år. 
Från att inledningsvis ha liknat magasin som Weltbühne blev Die Fackel mer och mer ett magasin som hade ett privilegium av redaktörsmässigt oberoende. Die Fackel tryckte vad Kraus ville skulle tryckas. Under det första årtiondet bidrog många välkända författare och konstnärer till magasinets innehåll, bland andra Peter Altenberg, Richard Dehmel, Egon Friedell, Oskar Kokoschka, Else Lasker-Schüler, Adolf Loos, Heinrich Mann, Arnold Schönberg, August Strindberg, Georg Trakl, Frank Wedekind, Franz Werfel, Houston Stewart Chamberlain och Oscar Wilde. Efter 1911 och fram till sin död var dock Kraus vanligtvis ensam författare med undantag för en artikel av Strindberg vars kvinnofientliga åsikter han delade. Kraus verk publicerades nästan exklusivt i Die Fackel, av vilken 922 utgåvor totalt gavs ut. 
Med början under 1906, gav Kraus ut sina första aforismer i Die Fackel; de gavs ut 1909 i aforismsamlingen Sprüche und Widersprüche.
Förutom sitt författande gav Kraus ett antal publika föredrag under sin karriär - mellan 1892 och 1936 gjorde han uppskattningsvis 700 enmans-uppträdanden där han läste dramatik av Bertolt Brecht, Gerhart Hauptmann, Johann Nestroy, Johann Wolfgang von Goethe och William Shakespeare, han uppförde också Offenbachs operetter, ackompanjerad av piano där han sjöng alla roller själv. 
Efter att ha publicerat en nekrolog över Franz Ferdinand som hade blivit mördad i Sarajevo 28 juni 1914, gavs inte Die Fackel ut på flera månader. I december 1914, dök den upp igen med essän In dieser großen Zeit. Därefter skrev Kraus artiklar emot världskriget, och utgåvor av Die Fackel blev upprepade gånger konfiskerade eller utsatta för censur.
Kraus främsta verk anses vara den satiriska pjäsen, om första världskriget, Die letzten Tage der Menschheit, vilken kombinerar dialog från samtida dokument med apokalyptisk fantasy och kommentarer från två karaktärer. Dramat har fler än 200 scener och 500 rollfigurer och följer första världskriget år för år. Kraus började skriva pjäsen 1915 och publicerade den först i en serie av specialutgåvor av Fackel, 1919. Epilogen, Die letzte Nacht hade redan tidigare publicerats 1918 som en specialutgåva. Under 1919 gav Kraus även ut en samling krigstexter med titeln Weltgericht. 1920 gav han ut satiren Literatur oder Man wird doch da sehn som en replik på Franz Werfels Spiegelmensch, som var riktad mot Kraus.
1928 gavs pjäsen Die Unüberwindlichen ut. Den innehåller anspelningar på dispyten mellan Békessy och Schober. Under samma år publicerade Kraus även rättegångshandlingarna som Kerr hade lämnat in mot honom efter att Kraus hade publicerat Kerrs krigslyrik i Die Fackel.
1932 översatte Kraus Shakespeares sonetter.
Karl Kraus drama Die letzten Tage der Menschheit brändes under bokbålen runt om i Nazityskland 1933.
Han stödde den österrikiska förbundskanslern Engelbert Dollfuß, i förhoppning om att han kunde förhindra nazismen från att uppsluka Österrike. Detta alienerade honom från vissa av hans anhängare. 
Hans sista verk, vilket han undvek att publicera av rädsla för repressalier från nazisterna, var en kompakt antinazistisk polemik Die Dritte Walpurgisnacht. Den sista utgåvan av Fackel utkom i februari 1936. Kraus dog av artäremboli i Wien 12 juni 1936 efter en kort tids sjukdom.
Kraus gifte sig aldrig, men mellan åren 1913 fram till sin död, hade han en konfliktfylld men nära relation med baronessan Sidonie Nádherný von Borutin (1885-1950). Många av hans verk skrevs i Janowitz slott, som var i Nádhernys familjs ägo. Sidonie Nádherny blev en viktig brevvän och adressat av böcker och lyrik. 
1911 döptes han som katolik, men 1923 lämnade han den katolska kyrkan. Han är begravd på kyrkogården Zentralfriedhof utanför Wien.
Kraus är ämnet i två böcker skrivna av författaren Dr. Thomas Szasz. Karl Kraus and the Soul Doctors och Anti-Freud: Karl Kraus's Criticism of Psychoanalysis and Psychiatry porträtterar Kraus som en hård kritiker av Sigmund Freud och av psykoanalysen generellt.

## Personen
Kraus har varit föremål för motsatta uppfattningar under sin livstid. Denna polarisering förstärktes av hans egen uppfattning om sin betydelse. Denna självbild var inte helt ogrundad: de som var närvarande vid hans framträdanden fascinerades av hans personlighet. Hans anhängare såg honom som en ofelbar auktoritet, någon som skulle göra allt för de han stödde.
För flertalet av de fiender han fick på grund av sina oflexibla åsikter och den intensitet han framhöll dem med sågs han som en bitter misantrop. Han anklagades för att vältra sig i hatfyllda fördömanden.

### Karl Kraus och språket
Kraus var övertygad om att varje litet fel i språket, om än begränsat och till synes av ringa vikt, var ett uttryck för världens ondska. Han kunde se ett saknat komma som ett symptom på ett tillstånd i världen som kunde tillåta ett världskrig. Ett av hans syften med sitt författande var att visa på den ondska som låg inbakad i dessa till synes små fel.
Språket var för honom den viktigaste varningssignalen för världens brister. Han såg sina samtida medmänniskors vårdslösa behandling av språket som ett tecken på att de även var vårdslösa med behandlingen av världen som helhet.
Kompositören Ernst Křenek beskrev ett samtal med Karl Kraus 1932: ”Då, när man allmänt upprördes över japanernas bombardemang av Shanghai, mötte jag Karl Kraus försjunken i ett av hans berömda kommateringsproblem. Han sade ungefär: ’Jag vet att allt är fåfängt när huset brinner. Men jag måste göra detta, så länge det alls är möjligt; ty hade de, vars plikt det är att hålla rätt på kommata, städse aktat på att sätta kommata på rätt ställen, brunne icke Shanghai.’”
Han anklagade människor — speciellt journalister och författare — för att använda språket som ett uttryck för att kommendera snarare än tjäna. För Kraus är inte språket till för att distribuera färdigställda åsikter utan snarare ett medium för en egen uppfattning. Därför kräver det en kritisk granskning. Att avjournalistisera sina läsare var viktigt för Kraus.
Kraus såg pressen som sin huvudfiende och ansåg de befann sig i "nedre regionerna" av litteraturen: hans syn på de samhälleliga och kulturella frågorna var mindre klart definierade, och hans politiska preferenser skiftade. Han sympatiserade ibland med socialdemokraterna, ibland med Franz Ferdinand. Kraus kritik var huvudsakligen av moralisk, och inte politisk, karaktär.

## Verk i urval
- Die demolirte Litteratur (1897)
- Eine Krone für Zion (1898)
- Sittlichkeit und Kriminalität (1908)
- Sprüche und Widersprüche (1909)
- Die chinesische Mauer (1910)
- Heine und die Folgen (1910)
- Pro domo et mundo (1912)
- Nestroy und die Nachwelt (1913)
- Worte in Versen (1916-30)
- Weltgericht [World Court] (1919)
- Nachts [At Night] (1919)
- Untergang der Welt durch schwarze Magie (1921)
- Traumstück (1922)
- Die letzten Tage der Menschheit: Tragödie in fünf Akten mit Vorspiel und Epilog (1922)
- Wolkenkuckucksheim (1923)
- Traumtheater (1924)
- Epigramme (1927)
- Die Unüberwindlichen (1928)
- Literatur und Lüge (1929)
- Shakespeares Sonette (1933)
- Die Sprache (postumt, 1937)
- Die dritte Walpurgisnacht (postumt, 1952)

### På svenska
- I denna stora tid: texter ur Die Fackel (urval och översättning Lars Bjurman, Symposion, 1995)